# Jacob Regnart
Jacob Regnart (Douai, Províncies Unides, 1540 – 15 d'octubre de 1599, Praga) fou un compositor neerlandès.
Vers el 1570 fou chantre de la catedral de Tournai, el 1575 entrà al servei de l'emperador Maximilià II del Sacre Imperi Romanogermànic i, posteriorment, Rodolf II del Sacre Imperi Romanogermànic el cridà Praga com a segon mestre de capella (1579, però l'any següent s'encarregà de la direcció de la capella de l'arxiduc Ferran, a Innsbruck, i a la mort d'aquell fou nomenat segon mestre de la capella imperial, càrrec que exercí fins a la seva mort.
Les seves obres són molt nombroses havent-ne publicat gran part d'elles amb els títols següents:
- Teutschelieder mit de dreyer Stimmen, nach Art der neapolitanem oder welschen Villanellen Múnic, 1573)
- Sacrae aliquot Cantiones quas moteta vulgus appellat, quinque et sex vocum (Múnic, 1575)
- Aliquot Cantiones vulgo motecta appellatae, exveteri atque novo testamento collectae, quatuor vocum (Nuremberg, 1577)
- Newe Kurzweilige teutsche lieder mit fünf Stimmen zu singen und auf allerley Instrumenten zu gebranche (Nuremberg, 1580)
- Canzoni italiane a cinque voci (Nuremberg, 1581)
- Cantionum piarum septen psalmi paenitentiales, tribus vocibus (Múnic, 1586)
- Mariale, hoc est opusculum sacrarum cantionum pro omnibus R.M.V. festivitatibus cum 4.5.6.8. et 10 voc. (Innsbruck, 1588)
- Missae sacrae ad imitationem selectissimarum cantionen suavissima harmonia a quinque, sex et octo vocibus elaboratae (Frankfurt, 1602)
- Corollarium missarum sacrarum ad imitationem selectissimarum cantionum suavissima harmonia a 4.5.6.7.8. et 10 voc. (Múnic, 1603)
- Mottetae 4.5.6.7.8 et 12 vocum, procertis quibusdam diebus dominicis, sanctorumque festivitalibus (Frankfurt, 1605)
- Canticum Mariae quinque vocum (Dillingen, 1605)
- Magnificat decies octonis vocibus ad octo modos musico compositum, una cum duplici antiphona, Salve regina, totidem vocibus decantada (Frankfurt, 1614)

A més, posà música a alguns poemes de Pierre de Ronsard, publicades en el tom XV dels Maitres muciciens, d'Expert.
El seu germà gran François Regnart també fou compositor musical.
Els seus germans Charles i Pascasi, també foren músics i només són coneguts per una col·lecció de cançons en les que figuren com a autors amb François i Jacob, (Douai, 1590).